# MKRN2OS
MKRN2OS (англ. MKRN2 opposite strand) – білок, який кодується однойменним геном, розташованим у людей на 3-й хромосомі. Довжина поліпептидного ланцюга білка становить 223 амінокислот, а молекулярна маса — 25 451.
| 10         |  | 20         |  | 30         |  | 40         |  | 50         |
| ---------- |  | ---------- |  | ---------- |  | ---------- |  | ---------- |
| MHCAEAGKAL |  | IKFNHCEKYI |  | YSFSVPQCCP |  | LCQQDLGSRK |  | LEDAPVSIAN |
| PFTNGHQEKC |  | SFLLRPTQGT |  | FLREYDGRSD |  | LHVGITNTNG |  | VVYNYSAHGV |
| QRDGEGWEES |  | ISIPLLQPNM |  | YGMMEQWDKY |  | LEDFSTSGAW |  | LPHRYEDNHH |
| NCYSYALTFI |  | NCVLMAEGRQ |  | QLDKGEFTEK |  | YVVPRTRLAS |  | KFITLYRAIR |
| EHGFYVTDCP |  | QQQAQPPEGG |  | GLC        |  |            |  |            |

A: Аланін

C: Цистеїн

D: Аспарагінова кислота

E: Глутамінова кислота

F: Фенілаланін

G: Гліцин

H: Гістидин

I: Ізолейцин

K: Лізин

L: Лейцин

M: Метіонін

N: Аспарагін

P: Пролін

Q: Глутамін

R: Аргінін

S: Серин

T: Треонін

V: Валін

W: Триптофан